# 扳倒井酒
扳倒井酒是山东高青出产的一种白酒。高青当地酿酒历史悠久，可上溯至宋代，民间传说因当地酿酒取水之井为以赵匡胤御封“扳倒井”而称当地所产之酒，以广招徕；至清初，当地共有7家酒坊，均以同一水井取水酿酒，所产之酒都称“扳倒井酒”。